# Leptagrion andromache
Leptagrion andromache là loài chuồn chuồn trong họ Coenagrionidae. Loài này được Hagen in Selys mô tả khoa học đầu tiên năm 1876.